# Мартин Петров
 Тази статия е за футболиста.  За писателя вижте Мартин Петров (писател).  
Мартин Петров е български футболист, роден на 15 януари 1979 г. във Враца. В близо 20-годишната си професионална кариера играе като крило и нападател за Ботев Враца, ЦСКА София, швейцарския Сервет, немския Волфсбург, испанския Атлетико Мадрид и английските Манчестър Сити и Болтън Уондърърс.
Има 90 мача с 19 гола за националния отбор на България в периода от 1999 г. до 2011 г. Участник на Европейското първенство през 2004 г. в Португалия.

## Кариера
Мартин Петьов Петров започва кариерата си във ФК Ботев (Враца). Десетгодишен постъпва в школата на „Ботев“, ръководена от Ангел Ценов – Гелето. В началото е ляв бек, след това халф, докато намери мястото си напред, в нападението, където играе до края на кариерата си.

На националния юношески турнир през 1994 г. обявяват Мартин Петров за най-добрия състезател. Той вкарва 9 гола в един мач с „Локомотив“ (Мездра). Едва 16-годишен става титуляр в мъжкия отбор на Ботев Враца. Една година по-късно прави първия си хеттрик срещу отбора на Сухиндол. Тренировките и състезанията съчетава с нелеките часове във врачанския механотехникум ПТГ „Н. Й. Вапцаров“. Едновременно с това играе и в юношеската национална гарнитура.

Добрите изяви във ФК Ботев (Враца) не убягват от очите на наблюдателите и през 1997 г. той преминава в ЦСКА по изричното настояване на тогавашния треньор Георги Василев. В А група изиграва 23 мача и вкарва 5 гола, във В група има 18 мача и 4 гола.

През 1999 г. е закупен от Сервет (Женева), с който става шампион на Швейцария през 1999 г. и носител на купата на страната през 2001 г.

През 2001 г. преминава в германския тим Волфсбург. През 2005 г. е избран за футболист номер едно на отбора за сезон 2004/2005 в анкета сред феновете на тима. Заедно с това е и голмайстор на Волфсбург за същия сезон с вкарани 12 точни попадения (колкото има и централния нападател на клуба Томас Бърдарич). Четири от попаденията на Петров са от дузпи, като той е реализирал и четирите наказателни удара, които е изпълнил. В класацията на списание „Кикер“ – Гол плюс голов пас, Мартин Петров се нарежда на четвърто място в Бундеслигата с резултат от 26 точки (12 гола + 14 голови асистенции).

От 2005 до 2007 година играе за Атлетико Мадрид.

Определен е за Футболист № 1 на България за 2006 година.

През лятото на 2007 г. е закупен в Манчестър Сити за сумата от 4,7 млн. паунда. През 2010 г. той преминава като свободен агент в състава на Болтън Уондърърс за 2+1 сезона.

В началото на 2013 г. бившият му треньор от Атлетико Мадрид Хавиер Агире го привлича в закъсалия Еспаньол. Петров минава медицински прегледи и подписва до края на сезона, като Еспаньол си запазва опция за удължаване на контракта му с още една година. 

В края на октомври 2013 година се завръща за кратко в България, където доиграва сезона с екипа на ЦСКА (София). На 17 юли 2014 година, в родния си град Враца, Мартин Петров обявява окончателното си решение да сложи край на своята кариера. Изявлението пред медиите прави именно на стадиона, където е направил първите си стъпки във футбола.
„Дошъл съм на стадион „Христо Ботев“, защото никога няма да забравя, че съм тръгнал оттук за големия футбол. Винаги ще подкрепям „Ботев“, защото съм част от този клуб...“

## Статистика
| Отбор            | Сезон     | Лига   | Лига   | Лига       |
| Отбор            | Сезон     | Мачове | Голове | Асистенции |
| ---------------- | --------- | ------ | ------ | ---------- |
| ФК Ботев (Враца) | 1989 – 97 |        |        |            |
| ЦСКА             | 1996 – 98 | 19     | 23     | 2          |
| Сервет           | 1998 – 99 | 12     | 23     | 19         |
| Сервет           | 1999 – 00 | 31     | 29     | 29         |
| Сервет           | 2000 – 01 | 18     | 29     | 21         |
| Волфсбург        | 2001 – 02 | 32     | 36     | 10         |
| Волфсбург        | 2002 – 03 | 26     | 32     | 24         |
| Волфсбург        | 2003 – 04 | 28     | 38     | 29         |
| Волфсбург        | 2004 – 05 | 30     | 32     | 14         |
| Атлетико Мадрид  | 2005 – 06 | 36     | 31     | 18         |
| Атлетико Мадрид  | 2006 – 07 | 9      | 29     | 28         |
| Атлетико Мадрид  |           |        |        |            |

## Национален отбор
Взима участие на ЕВРО 2004 в Португалия, където вкарва единствения гол за България, срещу Италия от дузпа. България губи мача с 1 – 2. За квалификациите за Мондиал 2006 в Германия също взима участие като вкарва 4 гола. За мачовете за ЕВРО 2008 участва в три срещи, като и в трите се разписва. Чрез неговите два гола България обръща за две минути Румъния до 2 – 2 в Констанца на 2 септември 2006. След това отбелязва за победата над Словения с 3 – 0, при равенството с Холандия 1 – 1 и при победата над Беларус с 2:1. Средата на октомври претърпява скъсване на кръстни връзки и в продължение на шест месеца се възстановява. През Април 2007 г. се връща на терена. На 29 март 2011 отбелязва гол на Кипър при победата с минималното 1:0.
Общо за националния отбор има 90 мача и 20 вкарани гола. 
| №  | Дата              | Място                     | Съперник          | Голове | Резултат | Турнир                                |
| -- | ----------------- | ------------------------- | ----------------- | ------ | -------- | ------------------------------------- |
| 1  | 14 ноември 2000   | Алжир, Алжир              | Алжир             | 1      | 2 – 1    | Приятелска среща                      |
| 2  | 28 март 2001      | София, България           | Северна Ирландия  | 2      | 4 – 3    | Световно първенство 2002 квалификации |
| 3  | 6 септември 2003  | София, България           | Естония           | 1      | 2 – 0    | ЕВРО 2004 квалификации                |
| 4  | 22 юни 2004       | Гимараеш, Португалия      | Италия            | 1      | 1 – 2    | ЕВРО 2004                             |
| 5  | 9 октомври 2004   | Загреб, Хърватия          | Хърватия          | 1      | 2 – 2    | Световно първенство 2006 квалификации |
| 6  | 4 юни 2005        | София, България           | Хърватия          | 1      | 1 – 3    | Световно първенство 2006 квалификации |
| 7  | 17 август 2005    | София, България           | Турция            | 1      | 3 – 1    | Приятелска среща                      |
| 8  | 7 септември 2005  | София, България           | Исландия          | 1      | 3 – 2    | Световно първенство 2006 квалификации |
| 9  | 1 март 2006       | Скопие, Северна Македония | Северна Македония | 1      | 1 – 0    | Приятелска среща                      |
| 10 | 2 септември 2006  | Констанца, Румъния        | Румъния           | 2      | 2 – 2    | ЕВРО 2008 квалификации                |
| 11 | 6 септември 2006  | София, България           | Словения          | 1      | 3 – 0    | ЕВРО 2008 квалификации                |
| 12 | 7 октомври 2006   | София, България           | Холандия          | 1      | 1 – 1    | ЕВРО 2008 квалификации                |
| 13 | 6 юни 2007        | София, България           | Беларус           | 1      | 2 – 1    | ЕВРО 2008 квалификации                |
| 14 | 12 септември 2007 | София, България           | Люксембург        | 1      | 3 – 0    | ЕВРО 2008 квалификации                |
| 15 | 6 февруари 2008   | Белфаст, Северна Ирландия | Северна Ирландия  | 1      | 1 – 0    | Приятелска среща                      |
| 16 | 14 октомври 2009  | София, България           | Грузия            | 2      | 6 – 2    | Световно първенство 2010 квалификации |
| 17 | 29 март 2011      | Ларнака, Кипър            | Кипър             | 1      | 1 – 0    | Приятелска среща                      |